# Grupa Deputowanych „Sojuz”
Grupa Deputowanych „Sojuz” („Związek”) – grupa polityczna utworzona przez delegatów na Zjazd Deputowanych Ludowych ZSRR popierających politykę Michaiła Gorbaczowa przeciwko ruchom demokratycznym i radykalnym reformatorom. Powstanie grupy było odpowiedzią na założenie opozycyjnej Międzyregionalnej Grupy Deputowanych. Tworzyli ją zwolennicy utrzymania twardej linii (tzw. „twardogłowi”, „konserwatyści”). Z czasem „Sojuz” coraz bardziej dystansował się od Gorbaczowa, by ostatecznie de facto poprzeć puczu Janajewa. Jego klęska i następujący po nim rozpad Związku Radzieckiego doprowadził do likwidacji stronnictwa. Liderami „Sojuzu” byli Nikołaj Pietruszenko i Viktor Alksnis.

## Geneza
Pietruszenko i Alksnis wybrani zostali odpowiednio z Kazachstanu i Łotwy, republik z dużym odsetkiem ludności narodowości rosyjskiej. „Konserwatyści” próbowali zmobilizować tę właśnie część elektoratu do przeciwdziałania ruchom niepodległościowym (vide łotewski Interfront), które pojawiły się w niektórych republikach związkowych w okresie pieriestrojki. W ten nurt wpisywała się też działalność polityczna wspomnianych liderów „Sojuzu”. U źródeł powstania „Sojuzu” leżą też wyniki wyborów do rad związkowych i republikańskich z wiosny 1989 r., które zdeterminowały ostrą walkę polityczną z radykalnymi reformatorami w kolejnych miesiącach. Z jednej strony komuniści i nacjonaliści zdominowali Zjazd Deputowanych Ludowych ZSRR, z drugiej siły demokratyczne zdobyły największą liczbę głosów w Zjeździe Deputowanych Ludowych największej z republik - Rosji. Szefem rosyjskiej Rady Najwyższej został wkrótce wybrany przechodzący na pozycje antykomunistyczne Borys Jelcyn.

## Historia grupy
Pomysł utworzenia frakcji „Sojuz” wysunął Viktor Alksnis w październiku 1989 r. Koncepcję tę ogłoszono publicznie 14 lutego 1990 r., jednak faktyczne działania w tym kierunku stały się widoczne dopiero pod koniec tego roku, gdy „konserwatyści” zmobilizowali się do odwodzenia prezydenta ZSRR Michaiła Gorbaczowa Planu 500-dniowego - uzgodnionego z Jelcynem programu reform ekonomicznych.
11 listopada 1990 r. Gorbaczow z namowy Alksnisa wygłosił przemówienie na konferencji tysiąca wywodzących się z kręgów militarnych deputowanych do rad wszystkich szczebli, gdzie przyjęto go bardzo nieprzyjaźnie. W kolejnym tygodniu, 17 listopada Alksnis, przemawiając na posiedzeniu Rady Najwyższej ZSRR, wezwał do obalenia Gorbaczowa. Nie było w tej sytuacji pewne jak zachowa Gorbaczow - czy utrzyma kurs demokratyzacyjny, czy zdecyduje się na autorytarną rozprawę z reformatorami, bądź też ze zwolennikami twardej linii.
Na oficjalnym kongresie założycielskim 1 grudnia 1990 r. „Sojuz” otrzymał poparcie ponad 1/4 delegatów sowieckiego Zjazdu Deputowanych Ludowych. Siostrzaną frakcją w rosyjskim (republikańskim) odpowiedniku tej instytucji stała się frakcja „Rassija” („Rosja”) Siergieja Baburina. Nowo powstały „klub parlamentarny” wywierał coraz większy nacisk na Gorbaczowa na zakończenie demokratyzacji przez zaprowadzenie rządów prezydenckich, zdławienie „nieprawomyślnych” partii politycznych i wygaszenie ruchów narodowych w nierosyjskich republikach związkowych. To właśnie tym naciskom przypisuje się zdjęcie przez Gorbaczowa ze stanowiska ministra spraw wewnętrznych Wadima Bakatina, który uprzednio zgodził się na utworzenie samodzielnych ministerstw spraw wewnętrznych w każdej z radzieckich republik. 
W styczniu 1991 r. oddziały KGB podjęły próbę obalenia uznających się za niepodległe rządów na Łotwie i Litwie. Wywołało to gwałtowną krytykę zagranicy, a Gorbaczow odżegnywał się od tych działań. Odtąd pozornie zarzucił pomysł użycia siły dla utrzymania Związku Radzieckiego w całości i podjął starania o zawarcie nowego układu związkowego z przywódcami tworzących ZSRR republik. W odpowiedzi w kwietniu 1991 r. konferencja „Sojuzu” domagała się przekazania uprawnień Gorbaczowa na rzecz premiera Walentina Pawłowa lub przewodniczącego Rady Najwyższej ZSRR Anatolija Łukjanowa. Tym samym „Sojuz” zaczął odtąd tworzyć podłoże polityczne i organizacyjne do przeprowadzenia zamachu stanu, mającego na celu utrzymanie w jedności państwa i zaniechanie polityki reform ustrojowych. Klęska podjętego w sierpniu 1991 r. w Moskwie puczu przesądziła jednak o upadku ZSRR i tym samym o odejściu w niebyt najbardziej zaangażowanego w jego obronę stronnictwa.

## Po upadku ZSRR
Mimo zniknięcia ZSRR z mapy świata, działacze „Sojuzu” nie zmienili poglądów i nie zaprzestali całkowicie działalności politycznej. Lider stronnictwa Viktor Alsknis był później jednym z obrońców występującego przeciwko Jelcynowi parlamentu podczas przesilenia politycznego z października 1993 r. W wywiadzie z 2002 r. Alksnis wyraził przekonanie, że ZSRR mógłby być utrzymany gdyby tylko Gorbaczow działał bardziej zdecydowanie i „nie bał się własnego cienia”.                